# Calle York (línea de la Sexta Avenida)
La Calle York es una estación en la línea de la Sexta Avenida del Metro de Nueva York de la B del Independent Subway System (IND). La estación se encuentra localizada en el barrio DUMBO, Brooklyn entre la Calle York y la Calle Jay. La estación es servida por los trenes del servicio  las 24 horas.